# Diacamma assamense
Diacamma assamense är en myrart som beskrevs av Auguste-Henri Forel 1897. Diacamma assamense ingår i släktet Diacamma och familjen myror. Inga underarter finns listade i Catalogue of Life.